# Bractwo Kurkowe Grodu Bytomskiego
Bractwo Kurkowe Grodu Bytomskiego – umundurowane stowarzyszenie reaktywowane zostało 13 marca 1986. Podjęło działalność jako drugie po II wojnie światowej, po Krakowskim Bractwie Kurkowym, któremu udało się zachować ciągłość działania (pod koniec lat 40. XX w., bractwa kurkowe zostały decyzją władz PRL rozwiązane jako relikt społeczeństwa burżuazyjnego). Korzenie Bractwa Kurkowego Grodu Bytomskiego sięgają końca XV w.
Historia Towarzystwa Strzeleckiego - Bractwa Kurkowego w Bytomiu
W okresie dwudziestolecia międzywojennego Towarzystwo Strzeleckie (Schützengilde) [1] w Bytomiu przeżywało „złoty wiek”. W 1925 roku Towarzystwo liczy 300 członków, w tym 3 honorowych[2]. Jak stwierdza Ireneusz Dobrowolski wyjaśniając genezę Towarzystwa: „Bytom – miasto śląskie, leżące na bursztynowym szlaku, gród warowny ustanowiony kasztelanią przez Bolesława Krzywoustego – ma bogatą historię. Akt lokacji na prawie magdeburskim otrzymał z rąk księcia opolskiego, Władysława w 1254 r., czyli o trzy lata wcześniej niż Kraków.(…) Lokacja na prawie magdeburskim wiązała się z licznym osadnictwem ludności niemieckiej. Wnosiła ona w życie miasta obyczaje przeniesione z dotychczasowych siedzib. Niewykluczone, że to ona przeniosła na grunt bytomski idee brackie, choć organizacja ta od początku miała polski charakter”.
Natomiast w ujęciu kronikarza Towarzystwa Strzeleckiego w Bytomiu (tekst z 1925r): „Prawda o pochodzeniu bractwa strzeleckiego w Bytomiu owiana jest tajemnicą.  Z informacji z 1.05.1824 wynika, że zostało ono utworzone do ochrony miasta przed ponad 316 laty, a więc przed rokiem 1508. Z innych, wcześniejszych wzmianek, datowanych na 1.05.1728 r., można się dowiedzieć, że hrabia Karol Józef Henckel z Donnersmarków, w którego w posiadaniu znajdował się Bytom, ożywił  zawody strzeleckie, które nie odbywały się przez wcześniejsze 220 lat.”
Zdaniem Ireneusza Dobrowolskiego pierwszy historycznie jest zapis w aktach miejskich Norymbergi o wpłatach wniesionych przez Towarzystwo Łucznicze z Bytomia. Dokument ten ma pochodzić z 1495 r. i świadczyć o tym, że towarzystwo musiało jednak zostać założone wcześniej.
Pierwszym Królem Strzelców w 1728 został hrabia Karol Józef Henckel z Donnersmarków. Podarował on bractwu pozłacany srebrny napierśnik, który był ozdobiony hrabiowskim herbem. Od tej chwili zawody strzeleckie odbywają się po dzisiejszy dzień. Mundur członka towarzystwa strzeleckiego w Bytomiu (w tradycji sprzed 1986) składał się z szaro-zielonej kurtki myśliwskiej z zielonym kołnierzem, na którym po obu stronach umieszczony był pozłacany liść dębu. W górnej części lewego rękawa przymocowany był ciemnozielony owal z wyszytymi liściem dębu, koroną i datą wznowienia zawodów strzeleckich przez hrabiego Karola Józefa Henckla z Donnersmarków: 1728. Kolejnymi elementami stroju były czarne spodnie i biała koszula ze stójkowym kołnierzem z wygiętymi rogami. Strój strzelca uzupełniał szaro-zielony kapelusz, wykonany z miękkiego materiału, ozdobiony kępą sierści  z grzbietu kozicy; białe rękawiczki oraz myśliwski nóż.

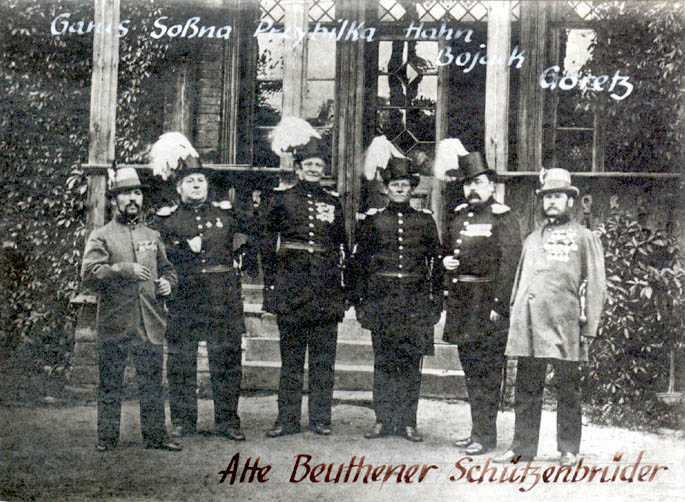
Członkowie Towarzystwa Strzeleckiego w Bytomiu, fotografia z ok. 1860 r.

Za wierną służbę miastu, jako wyróżnienie, w roku 1848 Towarzystwo Strzeleckie (Schützengilde) otrzymało wstęgę z orderem rodowym Hohenzollernów, z własnoręcznym podpisem króla Fryderyka Wilhelma IV.
Od 1847 r. bractwo posiada sąd honorowy i kasę pogrzebową, które w roku 1925 przekształcone zostały w „Pomoc finansową przy pochówku dla członków Bractwa”. Towarzystwo strzeleckie w Bytomiu dba również o solidne materialne podstawy swojego funkcjonowania. 9 czerwca 1848 r. król Fryderyk Wilhelm IV nadał Bractwu prawa korporacyjne, które przydatne były przy nabywaniu ziemi i kapitału. Dzięki finansowemu wsparciu protektora Towarzystwa, królewskiego szambelana hrabiego Hugo Henckla z Donnersmarcków, rozpoczęta została budowa nowej strzelnicy na początku 1861 r. Posiadane środki starczyły na zbudowanie jednopiętrowej strzelnicy. Otwarcie jej odbyło się 20 czerwca 1861r. Już po 15 latach konieczne była duża przebudowa i odnowa, które zaczęły się latem 1876r. Wraz z szybkim wzrostem przyjęć do bractwa wybudowany w 1877 Dom Strzelecki stał się za mały. W roku 1907 podjęto decyzję o jej przebudowie. Budowa była wspierana do tego stopnia, że hala strzelecka była oddana do użytku w listopadzie 1911 r., a Dom Strzelecki wraz z kompleksem parkowym mogły być użytkowane od Zielonych Świątek 1912 r.
Podczas I Wojny Światowej główny budynek służył jako szpital polowy dla rannych żołnierzy wojsk alianckich.
18 maja 1922r. w parku znajdującym się na terenie należącym do Towarzystwa Strzeleckiego nastąpiło uroczyste odsłonięcie kamienia ku pamięci poległych w I wojnie światowej członków Towarzystwa Strzeleckiego (dziś po renowacji jest to pomnik bytomskich organizacji strzeleckich). Bytomski konkurs strzelecki przekształcił się z czasem w festyn dla ludzi w prawdziwym tego słowa znaczeniu i wywierał duże wrażenie na osobach ze Śląska i nie tylko.
W czasie II wojny siedziba bractwa została przeznaczona na potrzeby wojska.  Znajdowały się w niej zakłady krawieckie działające na potrzeby armii. Po 1945 roku znacznie przebudowano otoczenie dawnej siedziby bractwa – od strony ulicy część ogrodu przeznaczono na potrzeby przedszkola, sama siedziba stała się ostatecznie Młodzieżowym Domem Kultury (Bytomskie Centrum Kultury), część terenu po wyburzeniu hali strzeleckiej zajęła szkoła podstawowa, a na torach strzeleckich wybudowano wieżowce. 
Po II wojnie, pomimo pozostania w mieście członków bytomskiego Towarzystwa Strzeleckiego oraz obecności dawnych mieszkańców Lwowa, pamiętających o tradycjach kurkowych swego miasta, przez dziesięciolecia niemożliwe było aktywne podtrzymywanie działalności brackiej.
W 1986 roku kierujący bytomskim oddziałem Ligi Obrony Kraju Ireneusz Dobrowolski wspólnie z Tomaszem Jaxą-Mokulskim, Michałem Kwaśniewskim, Krzysztofem Matuszewskim podjęli działania zmierzające do reaktywacji bytomskiego towarzystwa strzeleckiego.  W wymuszonych przez władze komunistyczne wąskich granicach bractwo bytomskie starało się wykorzystać posiadaną odrobinę samodzielności i spożytkować ją dla wzmocnienia bytomsko-lwowskich tradycji. W marcu 1986 roku odbyło się pierwsze zebranie, na którym ustanowiono powstanie Bractwa Kurkowego Grodu Bytomskiego (dalej: BKGB). Bractwo powołano jako Klub Strzelecki Broni Dawnej Bractwa Kurkowego Grodu Bytomskiego LOK.
Członkowie założyciele BKGB to w kolejności alfabetycznej: Piotr Basan, Stanisław Braziewicz, Ireneusz Dobrowolski, Stanisław Dobrowolski, Waldemar Faliński, Sławomir Jankowski, Jerzy Klimek, Grzegorz Kowalczyk, Jerzy Łuczyński, Krzysztof Matuszewski, Tomasz Mokulski, Stanisław Oremek, Jerzy Słodki, Krzysztof Sobczak, Marek Szmidla i Grzegorz Szot.
Na kolejnych spotkaniach zapadła decyzja, że strzelania królewskie odbywać się będą w Boże Ciało. Jest to zwyczaj zaczerpnięty od bractwa lwowskiego.
W 1986 roku długie dyskusje toczyły się wokół samej formuły prawnej organizacji. Ostatecznie wybrano formułę lwowską. Członkiem Bractwa Lwowskiego mógł zostać każdy, kto wpłacił wpisowe i stać go było na uczestniczenie w życiu brackim. Rozwiązania przyjęte w Bytomiu okazały się pośrednie: każdy potencjalny kandydat do bractwa musi interesować się historią chwały oręża polskiego, nie może być karany za przestępstwa pospolite. Ponadto powinien być pasjonatem sportu strzeleckiego, a zwłaszcza strzelania z broni dawnej, oraz miłośnikiem dawnych strojów i obyczajów staropolskich. Pasowanie nowych braci odbywa się raz do roku w Boże Ciało, podczas uroczystej intronizacji królewskiej.

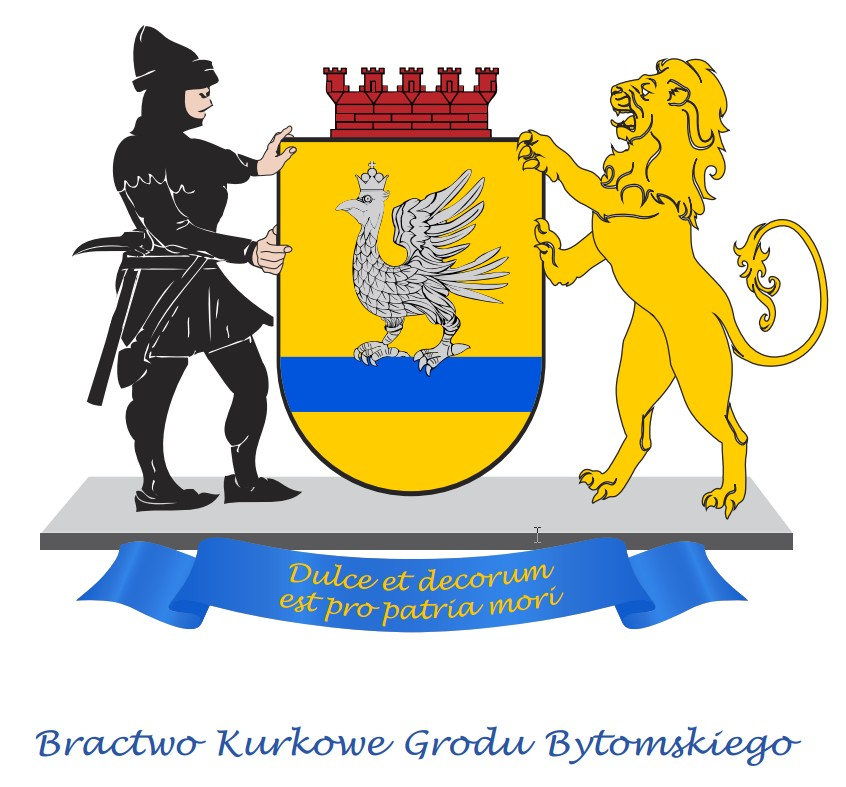
Herb Wielki Towarzystwa Strzeleckiego Bractwa Kurkowego Grodu Bytomskiego

Wraz z mundurem brackim (elementy tradycyjnego polskiego stroju szlacheckiego: żupan, kontusz, pas, szabla) przyjęto staropolskie nazewnictwo funkcji w Bractwie. Prezes to Hetman; ma do pomocy trzech wiceprezesów: Kanclerza, Kasztelana i Mistrza Kapituły. Kanclerz odpowiada za sprawy organizacyjne, Kasztelan za sprawy gospodarcze, a Mistrz Kapituły Krzyża Honorowego za nadawanie wszystkich odznaczeń i wyróżnień brackich. We władzach bractwa zasiadają ponadto: Strażnik Skarbu - skarbnik, Strażnik Pergaminu - sekretarz, Strzelmistrz - odpowiedzialny za sprawy strzeleckie oraz Gospodarz – czuwający nad siedzibą bracką.
9-10 listopada 1991 roku odbył się pierwszy po II wojnie, a szósty w kolejności Kongres Zjednoczeniowy na którym reaktywowano ZKBS RP. W kongresie wzięło udział 10 bractw. Wiceprezesem Zjednoczenia został hetman BKGB Ireneusz Dobrowolski. We wrześniu 1992r po raz pierwszy delegacja polska ZKBS RP wzięła udział w Kongresie Europejskiego Stowarzyszenia Strzelców Historycznych (EGS), który odbył się w belgijskim mieście Genk.
W 1995 roku nastąpiło powołanie okręgów bractw jako nawiązanie do tradycji polskiej sprzed 1939 roku. 19 kwietnia 1995 r. zarządy śląskich bractw z Bytomia, Rudy Śląskiej, Pszczyny, Żor i Wrocławia powołały do życia Okręg Śląski. Pierwszym przewodniczącym został hetman BKGB Ireneusz Dobrowolski. 28-30 sierpnia 1995r odbył się XII Kongres Bractw Strzeleckich Europy po raz pierwszy w historii europejskiego ruchu kurkowego na wschód od Łaby – w Krakowie. W jego trakcie na posiedzeniu Kapituły Orderu Św. Sebastiana, Ireneusz Dobrowolski został udekorowany Krzyżem Złotym tego odznaczenia.

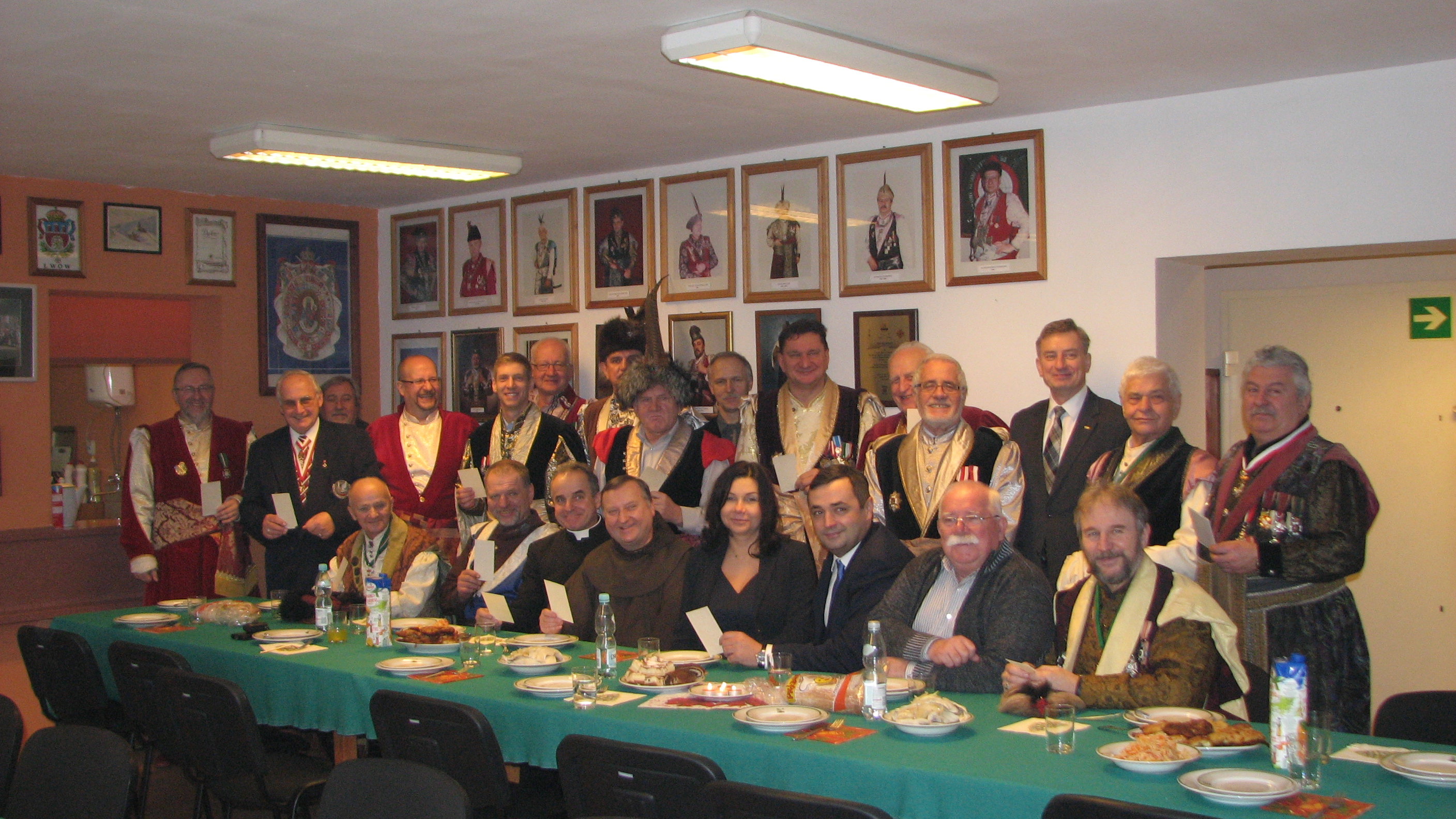
Członkowie mundurowi Towarzystwa Strzeleckiego Bractwa Kurkowego Grodu Bytomskiego - Wigilia 2015 z udziałem prezydenta miasta Damiana Bartyli wraz z małżonką oraz przedstawicielami Rady Miasta.

Od 2011 roku hetmanem  BKGB jest Jan Świgost, powołany przez Zarząd Bractwa po śmierci hetmana Michała Wieczorka. W 24 sierpnia 2012 roku aktualny hetman Bractwa został przyjęty do Rycerstwa Św. Sebastiana przez arcyksięcia Karola Habsburga w trakcie zjazdu EGS w Tucholi.
[1] Przyjmuję podwójne nazewnictwo odzwierciedlające historię Bytomia: w okresie od powstania stowarzyszenia do klęski III Rzeszy: Towarzystwo Strzeleckie (Schützengilde); po 1945 Bractwo Kurkowe.
[2] Monographien Deutscher Stadte, Beuthen O/S, Band XV, Berlin 1925, s. 199-201. Korzystam z zapisów anonimowego członka bractwa bytomskiego, tworzącego wyciąg z historii stowarzyszenia w 1925 roku oraz z opublikowanych w 2004 uwag Ireneusza Dobrowolskiego, jednego z członków grupy, z której inicjatywy doszło do odrodzenia formalnego stowarzyszenia w latach 80. XX wieku: Ireneusz Dobrowolski: Dla kraju chwały i grodu potęgi. Z historii Bractwa Kurkowego Grodu Bytomskiego 1495-2004. Katowice 2004